# Gulsidig blomsterpickare
Gulsidig blomsterpickare (Dicaeum aureolimbatum) är en fågel i familjen blomsterpickare inom ordningen tättingar.

## Utseende och läte
Gulsidig blomsterpickare är en mycket liten tätting med tjock näbb och kort stjärt. Ovansidan är olivgrön, vingarna mörka och udnersidan lysande vit. På flankerna syns tydligt en gul anstrykning, som gett arten dess namn. Ungfågeln har ljusare näbbrot och är mattare på flankerna. Bland lätena hörs ett blött "swit" och ett mycket ljust och monotont "tzit-tzit-tzit".

## Utbredning och systematik
Gulsidig blomsterpickare delas in i två underarter:
- D. a. aureolimbatum – förekommer på Sulawesi samt öarna Bangka, Lembeh, Pulau Muna och Buton
- D. a. laterale – förekommer på Sangihe Islands (utanför norra Sulawesi)

## Levnadssätt
Gulsidig blomsterpickare hittas i en rad olika miljöer i låglänta områden och lägre bergstrakter, i både skog och jordbruksområden. Den ses enstaka eller i par.

## Status
Arten har ett stort utbredningsområde och beståndet anses stabilt. Internationella naturvårdsunionen IUCN listar den därför som livskraftig (LC).